# Hermann Monter
Hermann Monter (* 13. Dezember 1926; † 23. September 1999) war ein deutscher Fußballspieler, der für die saarländische Nationalmannschaft aktiv war.

## Karriere
Er spielte von 1952 bis 1958 beim SV Saar 05 Saarbrücken. Zudem wurde er am 26. September 1954 bei einer 1:5-Niederlage in einem Freundschaftsspiel gegen die jugoslawische Fußballnationalmannschaft eingesetzt. Einen weiteren Einsatz für ihn gab es am 1. Mai 1955 in einem weiteren Freundschaftsspiel gegen die Reserve der portugiesischen Nationalmannschaft, welches 6:1 verloren wurde.